# Karel Vaněk (Autor)

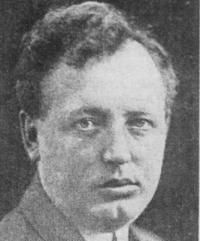
Karel Vaněk

Karel Vaněk (geboren 17. März 1887 in Černý Kostelec, Böhmen, Österreich-Ungarn; gestorben 18. Juli 1933 in Prag) war ein tschechischer Journalist und Schriftsteller.

## Leben
Karel Vaněk war Feuilletonist und Schreiber von heiteren Zeitungsbeiträgen, die er auch in Sammelbänden veröffentlichte. Im Ersten Weltkrieg war er Soldat an der Ostfront. Nach Kriegsende arbeitete er unter anderem für die kommunistische Zeitung Rudé právo und die Wochenzeitung Pražský ilustrovaný zpravodaj (Prager illustrierter Berichterstatter). Vaněk war mit Jaroslav Hašek befreundet. Als dieser 1923 während der Arbeit am mehrteiligen Roman Der brave Soldat Schwejk plötzlich starb, wurde Vaněk vom Verleger Synek beauftragt, den angefangenen vierten Teil fertigzustellen. Vaněks Die Abenteuer des braven Soldaten Schwejk in Russischer Gefangenschaft erschien 1923 und war wie die anderen Bände von Josef Lada illustriert. Vaněks Stil unterscheidet sich von dem Hašeks und sein Humor wird als „grob“ eingeschätzt.
Karel Vaněk starb 1933 an Tuberkulose.
Hašeks und Vaněks Bücher wurden 1933 im Deutschen Reich verbrannt.

## Schriften (Auswahl)

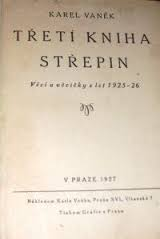
Třetí kniha střepin

- Charašó pán, da? zážitky z let 1914–1919. Prag : A. Synek, 1920
- Osudy dobrého vojáka Švejka v ruském zajetí. Prag : Synek, 1923
  - Die Abenteuer des braven Soldaten Schwejk in russischer Gefangenschaft. 2 Bände. Übersetzung Grete Reiner. Illustrationen Josef Lada. Prag : A. Synek, 1927/28
  - Schicksale des braven Soldaten Schwejk in russischer Gefangenschaft. Übersetzung Josef Fuchs. Frankfurt am Main : Herchen, 1993 ISBN 3-89184-134-5
  - Švejk v ruském zajetí v revoluci. Prag : Českoslov. Spisovate, 1991 ISBN 80-202-0275-7. Hrsg. Radko Pytlík
- Střepiny : věci a věcičky z 1921–1923. Prag : Nákladem vlastním, 1924
- Čtvrt kila střepin. Prag : Nákladem vlastním, 1925
- Třetí kniha střepin. Prag : Nákladem vlastním, 1927
- Nůše střepin. Prag : Nákladem vlastním, 1930
- Kráva matky Ungrové a všecko, co se kolem ní zběhlo. Prag : Nákladem vlastním, 1930
- Poslední střepiny. Prag : Melantrich, 1934